# Nicolas de Préville
Nicolas de Préville (Chambray-lès-Tours, 8 de janeiro de 1991) é um futebolista profissional francês que atua como atacante. Atualmente, joga no Bordeaux.

## Carreira
Nicolas de Préville começou a carreira no FC Istres.